# Carlo Buratti
Carlo Buratti (Novazzano, 1651 – Roma, 30 ottobre 1734) è stato un architetto svizzero, accademico di San Luca e allievo di Carlo Fontana.

## Biografia

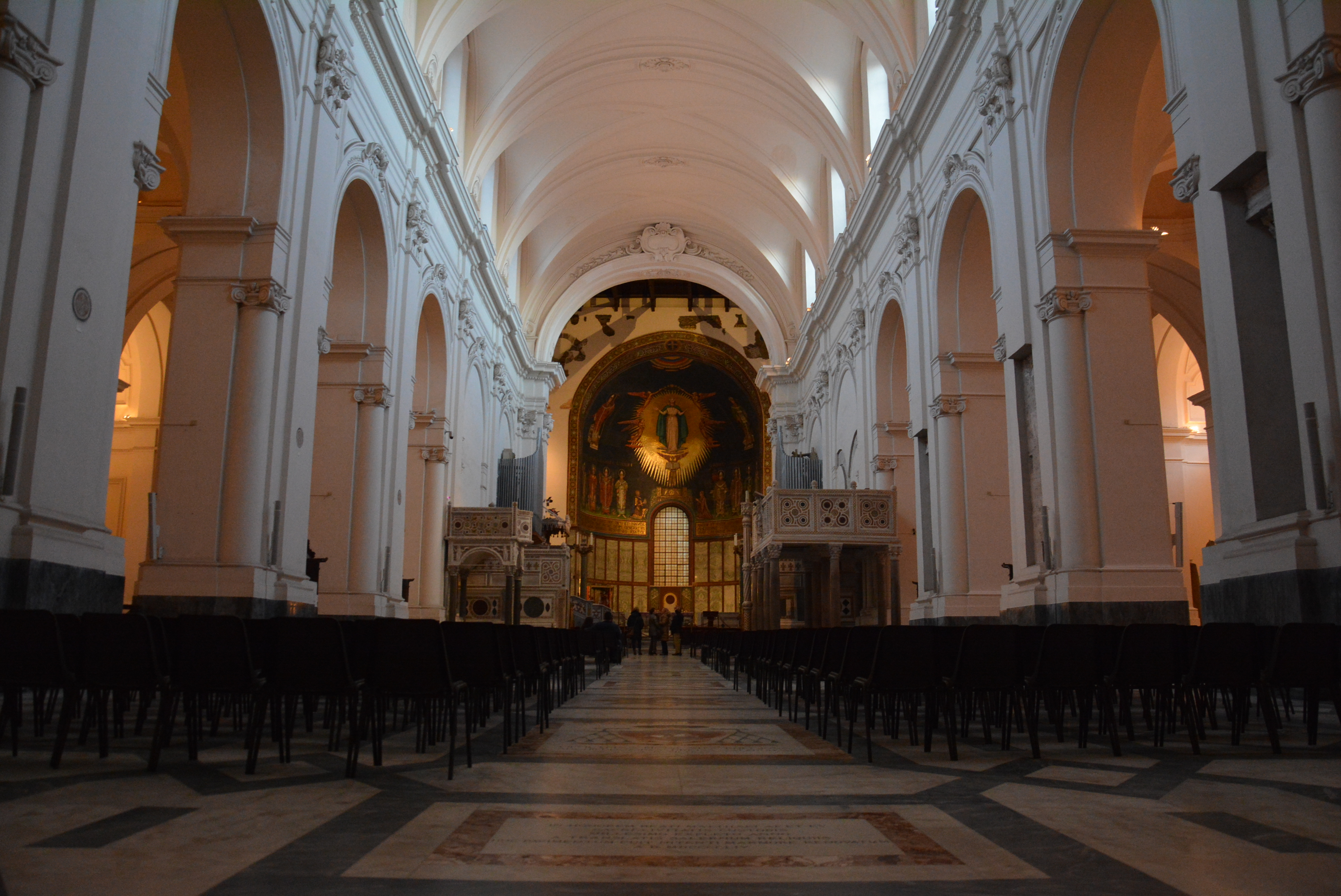
L'interno della cattedrale di Salerno.

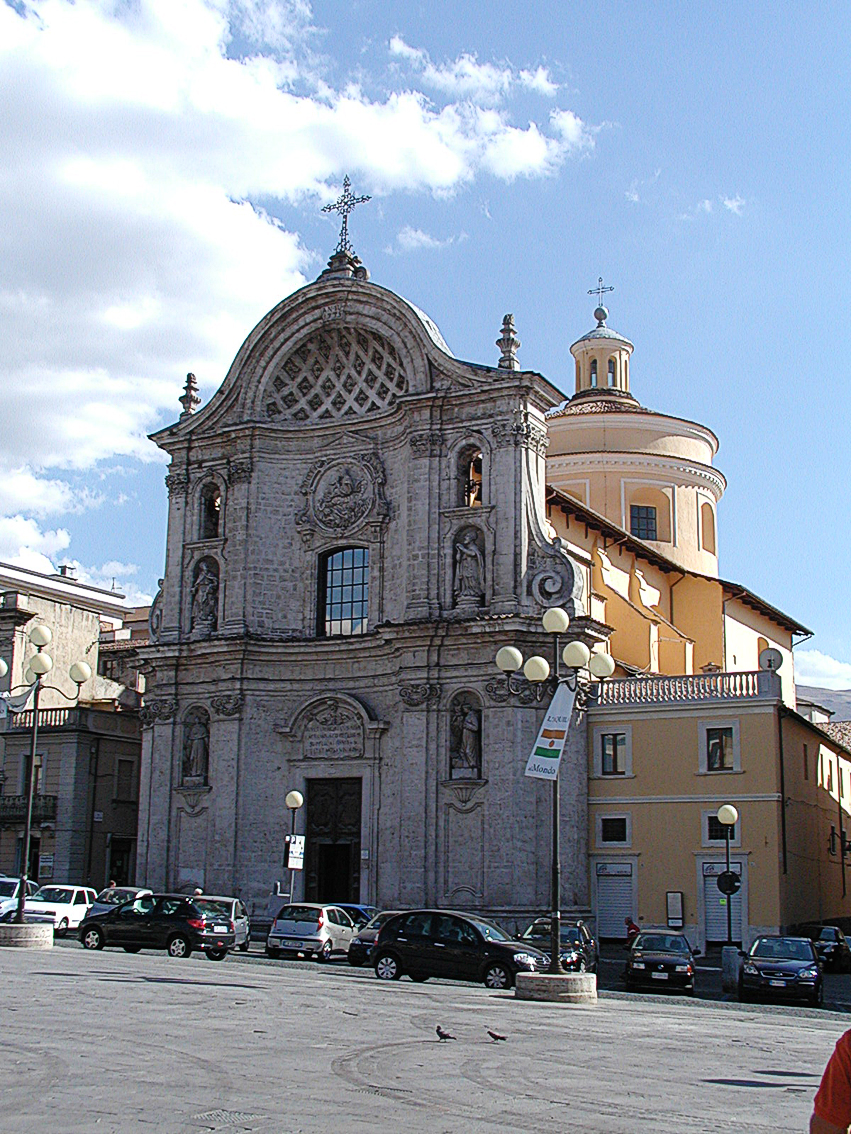
La chiesa delle Anime Sante all'Aquila.

Nacque probabilmente a Novazzano, centro del Canton Ticino sotto l'egida della diocesi di Como; come molti artisti conterranei dell'epoca, si trasferì ben presto a Roma, venendo infatti indicato quasi sempre come romanus. Si formò nella bottega di Carlo Fontana, anch'esso ticinense e forse parente del Buratti da parte della madre, Angelica Fontana. Con il maestro si pose in continuità culturale nell'ambito di un processo di semplificazione delle forme architettoniche cinquecentesche.
Il suo primo lavoro di cui si ha documentazione è una commissione di Livio Odescalchi del 1686. Nel 1688 progettò l'oratorio della Confraternita dell'Annunziata nell'Arcispedale di Santo Spirito in Sassia, a Roma, su incarico del cardinale Dönhof. Tra il 1694 e il 1695 progettò con Pietro Gabrielli il teatro Capranica nell'omonimo palazzo.
Nel 1697 venne nominato accademico di merito all'Accademia di San Luca e nello stesso periodo divenne membro della Congregazioni dei Virtuosi al Pantheon. Più che nell'ambiente accademico, tuttavia, il Buratti fu molto attivo in ambito tecnico-pratico, specializzandosi in opere idrauliche e progetti di consolidamento e restauro.
A partire dal 1698, insieme ad Arcangelo Guglielmelli e Ferdinando Sanfelice, lavorò nel restauro della cattedrale di Salerno, modificandone l'impianto interno.
Nel 1702 l'arcivescovo Vincenzo Maria Orsini, poi papa Benedetto XIII, lo chiamò a Benevento per contribuire all'opera di ricostruzione della città, distrutta dal terremoto del Sannio del 1688 e nuovamente colpita dal sisma del 1702. Buratti lavorò con Giovan Battista Nauclerio e Filippo Raguzzini e fu artefice, in particolar modo, della progettazione del nuovo acquedotto, della realizzazione della fontana in piazza dell'Episcopio e della ristrutturazione urbanistica di piazza Santa Sofia, concepita in forma ovale e di gusto puramente barocco.
Negli stessi anni — insieme ad una vasta platea di artisti romani di scuola fontaniana, come Filippo Barigioni, Sebastiano Cipriani, Giovan Battista Contini e Ferdinando Fuga — lavorò all'Aquila, distrutta anch'essa da un violento sisma nel 1703. Qui progettò la chiesa delle Anime Sante nella centrale piazza del Duomo e considerata tra i simboli del settecento aquilano. I lavori cominciarono nel 1713 ma vennero completati solamente un secolo dopo con la realizzazione della cupola ad opera di Giuseppe Valadier ma nelle forme concepite dal Buratti.
Successivamente operò nel radicale restauro della cattedrale di San Pancrazio ad Albano Laziale. Dal 1730 lavorò a Roma alla realizzazione della chiesa di Gesù Bambino all'Esquilino, la sua opera più nota, non riuscendo tuttavia a terminare l'opera che, alla sua morte, venne completata dal Fuga, anche in questo caso rispettando il progetto originario dell'architetto ticinense.
Morì a Roma il 30 ottobre 1734, all'età di 83 anni. Altre fonti riportano il 1736 come data del decesso. Venne sepolto, con l'abito dei francescani di cui faceva parte, nella cappella del Crocifisso della basilica di Santa Maria in Aracoeli.